# Foggia Calcio 2013-2014
Questa voce raccoglie le informazioni riguardanti la Foggia Calcio nelle competizioni ufficiali della stagione 2013-2014.

## Stagione
Il Foggia Calcio nel 2013-2014 ha partecipato al campionato di Lega Pro Seconda Divisione, classificandosi al quinto posto, viene ammesso alla Lega Pro 2014-2015 divisione unica.
In Coppa Italia Lega Pro nel girone M della fase eliminatoria si classifica al primo posto davanti a Casertana e Arzanese: ammesso alla fase ad eliminazione diretta, si ferma al primo turno, sconfitto in gara secca dal Lecce (1-0 in trasferta).

## Divise e sponsor
Lo sponsor tecnico per la stagione 2013-2014 è Acerbis, mentre lo sponsor ufficiale è Wüber.
| Casa | Trasferta |

## Organigramma societario[2]
Area direttiva
- Presidente: Francesco Lo Campo
- Vice presidente:Giovanni Giuseppe Lo Campo e Ciro Aldo Amodeo
- Consigliere e Amministratore delegato: Davide Giuseppe Pelusi
- Direttore generale: Masi Bellisario

Area organizzativa
- Organizzazione e Logistica: Claudio Quaglione
- Stadio P. Zaccheria: Michele Lo Campo
- Sicurezza e Servizi: Pasquale Colangione
- Magazziniere: Luigi Boscaino
- Magazziniere: Angelo Lo Campo

Area comunicazione
- Responsabile: Lino Zingarelli
- Ufficio stampa: Arianna Amodeo
- Sito Ufficiale e Facebook: Fabio Lattuchella
- Relazioni Under 18 e studenti: Marzia Bruno
- Settore Giovanile: Flora Bozza

Area Segreteria
- Segretario Generale: Giuseppe Severo
- Portavoce e Resp. rapporti tifoseria: Chiara Carpano Mancini
- Biglietteria e Supporter Card: Dina Romano

Area tecnica
- Direttore sportivo: Giuseppe Di Bari
- Allenatore: Pasquale Padalino
- Allenatore in seconda: Sergio Di Corcia
- Coordinatore: Giuseppe Materazzi
- Preparatore atletico: Vincenzo Annese
- Preparatore dei portieri: Nicola Di Bitonto

Area sanitaria
- Responsabile: Antonio Macchiarola
- Fisioterapista: Giuseppe Rabbaglietti

## Rosa
Aggiornata all'8 settembre 2013.
| N. |                   | Ruolo | Calciatore           |
| -- | ----------------- | ----- | -------------------- |
|    | Italia (bandiera) | P     | Gianluca Micale      |
|    | Italia (bandiera) | P     | Antonio Narciso      |
|    | Italia (bandiera) | D     | Tommaso Colombaretti |
|    | Italia (bandiera) | D     | Francesco Savarise   |
|    | Italia (bandiera) | D     | Giuseppe Loiacono    |
|    | Italia (bandiera) | D     | Francesco Pambianchi |
|    | Italia (bandiera) | D     | Francesco D'Angelo   |
|    | Italia (bandiera) | D     | Liberato Filosa      |
|    | Italia (bandiera) | D     | Claudio Sciannamè    |
|    | Italia (bandiera) | D     | Alessio Grea         |
|    | Italia (bandiera) | D     | Rosario Licata       |
|    | Italia (bandiera) | C     | Cristian Agnelli     |
|    | Italia (bandiera) | C     | Antonio D'Allocco    |

| N. |                    | Ruolo | Calciatore           |
| -- | ------------------ | ----- | -------------------- |
|    | Italia (bandiera)  | C     | Dario Venitucci      |
|    | Italia (bandiera)  | C     | Marcello Quinto      |
|    | Italia (bandiera)  | C     | Giuseppe Sicurella   |
|    | Italia (bandiera)  | C     | Daniele Forte        |
|    | Italia (bandiera)  | C     | Giovanni Cavallaro   |
|    | Italia (bandiera)  | C     | Giuseppe Agostinone  |
|    | Brasile (bandiera) | C     | Felipe Curcio        |
|    | Italia (bandiera)  | C     | Gianvincenzo Martino |
|    | Italia (bandiera)  | C     | Francesco Zizzari    |
|    | Italia (bandiera)  | A     | Giuseppe Giglio      |
|    | Italia (bandiera)  | A     | Vincenzo Richella    |
|    | Italia (bandiera)  | A     | Savino Leonetti      |
|    | Italia (bandiera)  | A     | Giovanni Kyeremateng |

## Risultati

### Lega Pro Seconda Divisione

#### Girone di andata
| Arbitro: | Vesprini (Macerata) |

|               |           |            |
| Cavallaro 64’ | Marcatori | 36’ D'Anna |

| Arbitro: | Pierro (Nola) |

|                        |           |  |
| Dimas 44’ Scipioni 79’ | Marcatori |  |

| Arbitro: | Prontera (Bologna) |

|  |           |                               |
|  | Marcatori | 43’ Del Sante 83’ Zampaglione |

| Melfi 22 settembre 2013, ore 15:00 CEST 4ª giornata | Melfi              | 0 – 0 referto | Foggia | Stadio Arturo Valerio (1.500 spett.)\| Arbitro: \| Colarossi (Roma 2) \| |
| Arbitro:                                            | Colarossi (Roma 2) |               |        |                                                                          |

| Arbitro: | Brasi (Seregno) |

|                            |           |                                  |
| Di Giuseppe 7’ Mariani 87’ | Marcatori | 53’ (rig.), 74’ (rig.) Cavallaro |

| Arbitro: | Pagliardini (Arezzo) |

|                               |           |  |
| Giglio 44’, 79’ Cavallaro 59’ | Marcatori |  |

| Arbitro: | Ceccarelli (Rimini) |

|  |           |                                     |
|  | Marcatori | 17’ Giglio 70’ Licata 90+5’ Zizzari |

| Arbitro: | Perotti (Legnano) |

|                             |           |                    |
| Venitucci 10’ Cavallaro 36’ | Marcatori | 7’ Nigro 62’ Longo |

| Arbitro: | Lacagnina (Caltanissetta) |

|             |           |                      |
| Mosciaro 7’ | Marcatori | 72’ (rig.) Cavallaro |

| Arbitro: | Bertani (Pisa) |

|            |           |  |
| Giglio 61’ | Marcatori |  |

| Caserta 10 novembre 2013, ore 15:00 CET 11ª giornata | Casertana        | 0 – 0 referto | Foggia | Stadio Alberto Pinto (2.512 spett.)\| Arbitro: \| Proietti (Terni) \| |
| Arbitro:                                             | Proietti (Terni) |               |        |                                                                       |

| Arbitro: | Martinelli (Roma 2) |

|                                               |           |                          |
| Cavallaro 26’ (rig.) Quinto 52’ Venitucci 85’ | Marcatori | 18’, 67’ (rig.) Maiorino |

| Arbitro: | Mancino (Fermo) |

|                 |           |            |
| Giglio 16’, 19’ | Marcatori | 23’ Bianco |

| Arbitro: | Ripa (Nocera Inferiore) |

|  |           |            |
|  | Marcatori | 13’ Giglio |

| Arbitro: | Fanton (Lodi) |

|                           |           |  |
| D'Allocco 1’ Leonetti 19’ | Marcatori |  |

| Arbitro: | Rocca (Vibo Valentia) |

|                                      |           |            |
| Di Vicino 1’ (rig.) Galizia 35’, 65’ | Marcatori | 33’ Giglio |

| Arbitro: | Bichisecchi (Livorno) |

|              |           |  |
| Sicurella 5’ | Marcatori |  |

#### Girone di ritorno
| Arbitro: | Caso (Verona) |

|                     |           |               |
| D'Angelo 26’ (aut.) | Marcatori | 16’ D'Allocco |

| Arbitro: | Lanza (Nichelino) |

|               |           |             |
| Cavallaro 52’ | Marcatori | 84’ Casolla |

| Arbitro: | Candeo (Este) |

|  |           |            |
|  | Marcatori | 53’ Filosa |

| Arbitro: | Guccini (Albano Laziale) |

|                             |           |                         |
| Colombaretti 42’ Quinto 45’ | Marcatori | Tortori 69’ Marolda 75’ |

| Arbitro: | Di Ruberto (Nocera Inferiore) |

|                            |           |              |
| Venitucci 5’ Sciannamè 28’ | Marcatori | 62’ Catanese |

| Arbitro: | Balice (Termoli) |

|                     |           |                  |
| Montalto 65’ (rig.) | Marcatori | 63’ Colombaretti |

| Arbitro: | Tardino (Milano) |

|              |           |                         |
| Cavallaro 9’ | Marcatori | 27’, 85’ Costa Ferreira |

| Arbitro: | Mancini (Fermo) |

|            |           |  |
| Armeno 78’ | Marcatori |  |

| Arbitro: | Marini (Roma 1) |

|                      |           |  |
| Cavallaro 28’ (rig.) | Marcatori |  |

| Arbitro: | Fanton (Lodi) |

|             |           |  |
| Zizzari 36’ | Marcatori |  |

| Arbitro: | Rossi (Rovigo) |

|            |           |                     |
| Giglio 45’ | Marcatori | 30’ Bacio Terracino |

| Arbitro: | Pelagatti (Arezzo) |

|             |           |  |
| Catania 11’ | Marcatori |  |

| Arbitro: | Piccinini (Forlì) |

|            |           |                                                              |
| Coresi 31’ | Marcatori | 8’ Agostinone 13’, 25’, 52’ (rig.) Cavallaro 53’, 77’ Giglio |

| Arbitro: | Melidoni (Frattamaggiore) |

|            |           |  |
| Giglio 58’ | Marcatori |  |

| Arbitro: | Guccini (Albano Laziale) |

|                                      |           |                           |
| Sandomenico 15’ Palumbo 68’ Ripa 89’ | Marcatori | 81’ Agnelli 84’ Cavallaro |

| Arbitro: | Prontera (Bologna) |

|                                            |           |                                            |
| Agostinone 8’ Agnelli 34’ Colombaretti 89’ | Marcatori | 53’, 72’ Orlando 77’ Galizia 83’ Tulimieri |

| Arbitro: | Strippoli (Bari) |

|                                            |           |                                                         |
| Berardino 20’, 53’, 70’ Guidone 23’ (rig.) | Marcatori | 45’ Filosa 51’ Venitucci 90+1’ Richella 90+3’ Cavallaro |

### Coppa Italia Lega Pro

#### Fase eliminatoria a gironi
| Arbitro: | Emanuele Mancini (Fermo) |

|              |           |  |
| Leonetti 78’ | Marcatori |  |

| Caserta 28 agosto 2013, ore 17:00 CEST 3ª giornata - Girone M | Casertana           | 0 – 0 referto | Foggia | Stadio Alberto Pinto (1.500 spett.)\| Arbitro: \| Antonio Giua (Pisa) \| |
| Arbitro:                                                      | Antonio Giua (Pisa) |               |        |                                                                          |

#### Fase a eliminazione diretta
| Arbitro: | Lazzari (Arezzo) |

|             |           |  |
| Beretta 22’ | Marcatori |  |

## Statistiche

### Statistiche di squadra
| Competizione                | Punti | In casa | In casa | In casa | In casa | In casa | In casa | In trasferta | In trasferta | In trasferta | In trasferta | In trasferta | In trasferta | Totale | Totale | Totale | Totale | Totale | Totale | DR  |
| Competizione                | Punti | G       | V       | N       | P       | Gf      | Gs      | G            | V            | N            | P            | Gf           | Gs           | G      | V      | N      | P      | Gf     | Gs     | DR  |
| --------------------------- | ----- | ------- | ------- | ------- | ------- | ------- | ------- | ------------ | ------------ | ------------ | ------------ | ------------ | ------------ | ------ | ------ | ------ | ------ | ------ | ------ | --- |
| Lega Pro 2º div. (girone B) | 51    | 17      | 9       | 5       | 3       | 27      | 19      | 17           | 4            | 7            | 6            | 23           | 21           | 34     | 13     | 12     | 9      | 50     | 40     | +10 |
| Coppa Italia Lega Pro       |       | 1       | 1       | 0       | 0       | 1       | 0       | 2            | 0            | 1            | 1            | 0            | 1            | 3      | 1      | 1      | 1      | 1      | 1      | 0   |
| Totale                      |       | 18      | 10      | 5       | 3       | 28      | 19      | 19           | 4            | 8            | 7            | 23           | 22           | 37     | 14     | 13     | 10     | 51     | 41     | +10 |

### Andamento in campionato
| Giornata  | 1  | 2  | 3  | 4  | 5  | 6  | 7  | 8  | 9  | 10 | 11 | 12 | 13 | 14 | 15 | 16 | 17 | 18 | 19 | 20 | 21 | 22 | 23 | 24 | 25 | 26 | 27 | 28 | 29 | 30 | 31 | 32 | 33 | 34 |
| --------- | -- | -- | -- | -- | -- | -- | -- | -- | -- | -- | -- | -- | -- | -- | -- | -- | -- | -- | -- | -- | -- | -- | -- | -- | -- | -- | -- | -- | -- | -- | -- | -- | -- | -- |
| Luogo     | C  | T  | C  | T  | T  | C  | T  | C  | T  | C  | T  | C  | C  | T  | C  | T  | C  | T  | C  | T  | C  | C  | T  | C  | T  | C  | T  | C  | T  | T  | C  | T  | C  | T  |
| Risultato | N  | P  | P  | N  | N  | V  | V  | N  | N  | V  | N  | V  | V  | V  | V  | P  | V  | N  | N  | V  | N  | V  | N  | P  | P  | V  | P  | N  | P  | V  | V  | P  | P  | N  |
| Posizione | 10 | 13 | 15 | 17 | 16 | 15 | 10 | 10 | 10 | 8  | 10 | 8  | 3  | 3  | 3  | 3  | 3  | 3  | 3  | 3  | 4  | 3  | 3  | 4  | 4  | 4  | 4  | 4  | 5  | 4  | 4  | 5  | 5  | 5  |

Fonte:  Classifica di 2ª Divisione B, 34ª Giornata - Stagione 2013-14, su fullsoccer.eu, FULLSOCCER - IL CALCIO IN STATISTICA (archiviato dall'url originale il 26 maggio 2015).
Legenda:

Luogo: C = Casa; T = Trasferta. Risultato: V = Vittoria; N = Pareggio; P = Sconfitta.

### Statistiche dei giocatori
| Giocatore       | Lega Pro 2º Div. | Lega Pro 2º Div. | Lega Pro 2º Div. | Lega Pro 2º Div. | Coppa Italia Lega Pro | Coppa Italia Lega Pro | Coppa Italia Lega Pro | Coppa Italia Lega Pro | Totale   | Totale | Totale      | Totale     |
| Giocatore       | Presenze         | Reti             | Ammonizioni      | Espulsioni       | Presenze              | Reti                  | Ammonizioni           | Espulsioni            | Presenze | Reti   | Ammonizioni | Espulsioni |
| --------------- | ---------------- | ---------------- | ---------------- | ---------------- | --------------------- | --------------------- | --------------------- | --------------------- | -------- | ------ | ----------- | ---------- |
| G. Micale       | 7                | -13              | ?                | ?                | 3                     | -1                    | 1                     | 0                     | 10       | -14    | 1+          | 0+         |
| A. Narciso      | 28               | -27              | ?                | ?                | 0                     | 0                     | 0                     | 0                     | 28       | -27    | 0+          | 0+         |
| T. Colombaretti | 18               | 3                | ?                | ?                | 1                     | 0                     | 0                     | 0                     | 19       | 3      | 0+          | 0+         |
| F. Savarise     | 3                | 0                | ?                | ?                | 3                     | 0                     | 1                     | 0                     | 6        | 0      | 1+          | 0+         |
| G. Loiacono     | 26               | 0                | ?                | ?                | 2                     | 0                     | 2                     | 0                     | 28       | 0      | 2+          | 0+         |
| F. Pambianchi   | 13               | 0                | ?                | ?                | 2                     | 0                     | 0                     | 0                     | 15       | 0      | 0+          | 0+         |
| F. D'Angelo     | 25               | 0                | ?                | ?                | 3                     | 0                     | 1                     | 0                     | 28       | 0      | 1+          | 0+         |
| L. Filosa       | 20               | 2                | ?                | ?                | 0                     | 0                     | 0                     | 0                     | 20       | 2      | 0+          | 0+         |
| C. Sciannamè    | 25               | 1                | ?                | ?                | 2                     | 0                     | 0                     | 0                     | 27       | 1      | 0+          | 0+         |
| A. Grea         | 21               | 0                | ?                | ?                | 0                     | 0                     | 0                     | 0                     | 21       | 0      | 0+          | 0+         |
| R. Licata       | 10               | 1                | ?                | ?                | 2                     | 0                     | 0                     | 0                     | 12       | 1      | 0+          | 0+         |
| C. Agnelli      | 32               | 2                | ?                | ?                | 3                     | 0                     | 0                     | 0                     | 35       | 2      | 0+          | 0+         |
| A. D'Allocco    | 28               | 2                | ?                | ?                | 3                     | 0                     | 0                     | 0                     | 31       | 2      | 0+          | 0+         |
| D. Venitucci    | 30               | 4                | ?                | ?                | 1                     | 0                     | 0                     | 0                     | 31       | 4      | 0+          | 0+         |
| M. Quinto       | 23               | 2                | ?                | ?                | 2                     | 0                     | 1                     | 0                     | 25       | 2      | 1+          | 0+         |
| G. Sicurella    | 16               | 1                | ?                | ?                | 1                     | 0                     | 0                     | 0                     | 17       | 1      | 0+          | 0+         |
| D. Forte        | 6                | 0                | ?                | ?                | -                     | -                     | -                     | -                     | 6        | 0      | 0+          | 0+         |
| G. Cavallaro    | 29               | 15               | ?                | ?                | 3                     | 0                     | 0                     | 0                     | 32       | 15     | 0+          | 0+         |
| G. Agostinone   | 26               | 2                | ?                | ?                | 3                     | 0                     | 0                     | 0                     | 29       | 2      | 0+          | 0+         |
| F. Curcio       | 5                | 0                | ?                | ?                | -                     | -                     | -                     | -                     | 5        | 0      | 0+          | 0+         |
| G. Martino      | 1                | 0                | ?                | ?                | 0                     | 0                     | 0                     | 0                     | 1        | 0      | 0+          | 0+         |
| F. Zizzari      | 11               | 1                | ?                | ?                | 1                     | 0                     | 0                     | 0                     | 12       | 1      | 0+          | 0+         |
| G. Giglio       | 32               | 12               | ?                | ?                | 2                     | 0                     | 0                     | 0                     | 34       | 12     | 0+          | 0+         |
| V. Richella     | 1                | 1                | ?                | ?                | -                     | -                     | -                     | -                     | 1        | 1      | 0+          | 0+         |
| S. Leonetti     | 21               | 1                | ?                | ?                | 3                     | 1                     | 0                     | 0                     | 24       | 2      | 0+          | 0+         |
| G. Kyeremateng  | 8                | 0                | ?                | ?                | -                     | -                     | -                     | -                     | 8        | 0      | 0+          | 0+         |